# Lissotes desmaresti
Lissotes desmaresti es una especie de coleóptero de la familia Lucanidae.

## Distribución geográfica
Habita en Nueva Zelanda y Tasmania (Australia).